# Wasp Star (Apple Venus Volume 2)
Wasp Star (Apple Venus Volume 2), è il dodicesimo e ultimo album in studio del gruppo musicale britannico XTC, pubblicato il 23 maggio 2000 dalle etichette Cooking Vinyl e TVT Records.

## Accoglienza
| Recensione    | Giudizio |
| ------------- | -------- |
| AllMusic      |          |
| NME           |          |
| Pitchfork     | 8/10     |
| Rolling Stone |          |

Wasp Star (Apple Venus Volume 2) ha ottenuto recensioni positive da parte dei critici musicali. Su Metacritic, sito che assegna un punteggio normalizzato su 100 in base a critiche selezionate, l'album ha ottenuto un punteggio medio di 75 basato su sedici recensioni.

## Tracce
Testi e musiche di Andy Partridge, eccetto dove indicato.
1. Playground – 4:17
2. Stupidly Happy – 4:13
3. In Another Life – 3:35 (Colin Moulding)
4. My Brown Guitar – 3:51
5. Boarded Up – 3:23 (Colin Moulding)
6. I'm The Man Who Murdered Love – 3:44
7. We're All Light – 4:39
8. Standing in for Joe – 3:42 (Colin Moulding)
9. Wounded Horse – 4:11
10. You and the Clouds Will Still Be Beautiful – 4:18
11. Church of Women – 5:06
12. The Wheel and the Maypole – 5:55

## Formazione
- Andy Partridge – voce e chitarra
- Colin Moulding – voce e basso

### Altri musicisti
- Chuck Sabo – batteria
- Prairie Prince – batteria
- Matt Vaughn – programmazione
- Nick Davis – tastiere
- Kate St. John – oboe
- Simon Gardner – tromba
- Gavin Wright – 1° violino
- Patrick Kiernan – 2° violino
- Peter Lale – viola
- Caroline Dale – violoncello
- Holly Partridge – coro in Playground

## Classifiche
| Classifica (2000) | Posizione massima |
| ----------------- | ----------------- |
| Regno Unito       | 40                |
| Stati Uniti       | 108               |